# Apanteles leucopus
Apanteles leucopus är en stekelart som först beskrevs av William Harris Ashmead 1900.  Apanteles leucopus ingår i släktet Apanteles och familjen bracksteklar. Inga underarter finns listade i Catalogue of Life.